# Skulptur eines Pferdes (Olympia B 1741)

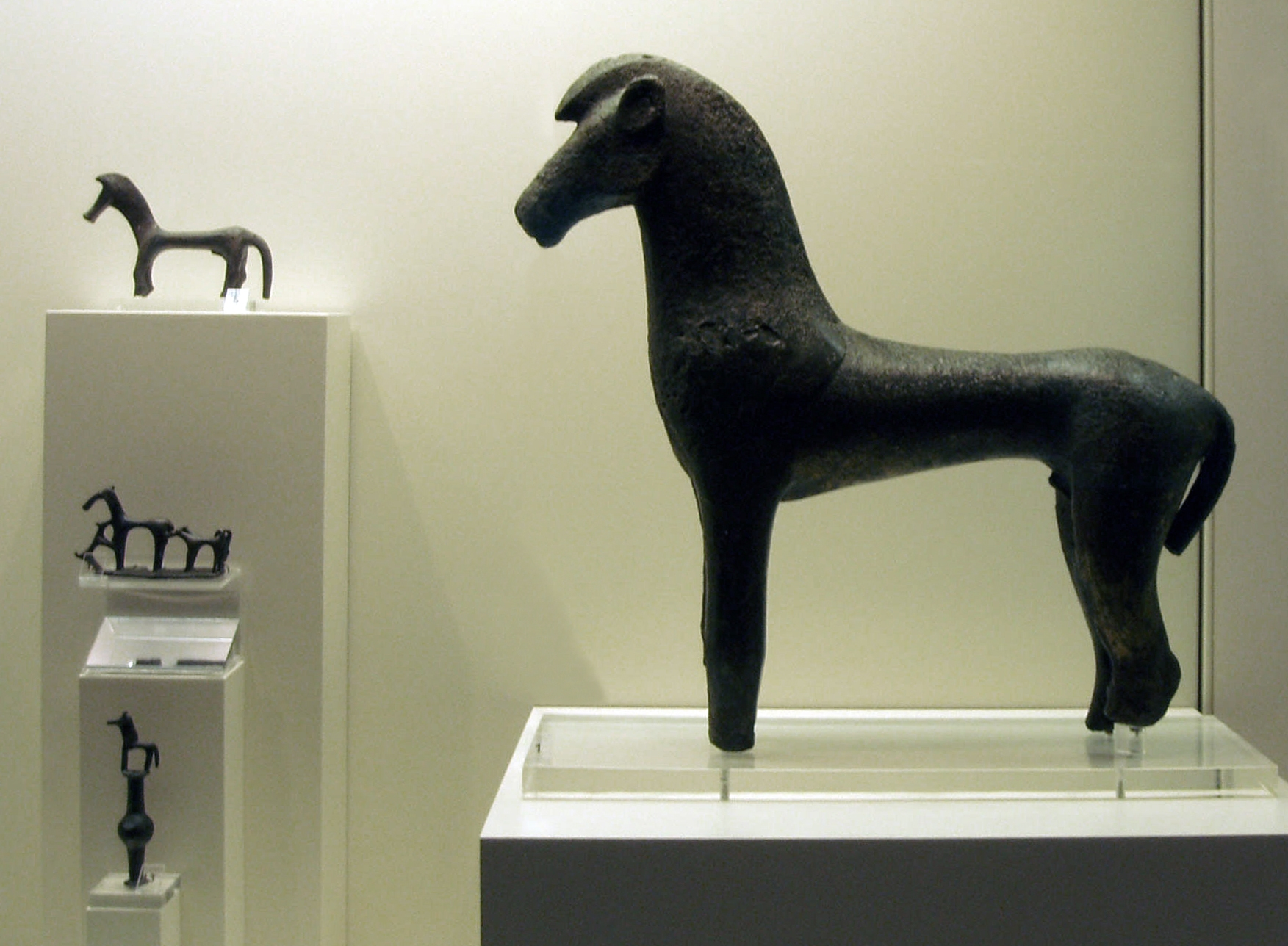
Im Vordergrund rechts die Pferdeskulptur, im Hintergrund verschiedene archaische Kleinplastiken

Die Skulptur eines Pferdes ist eine früharchaische Bronzeplastik. Sie wurde 1939 bei Ausgrabungen in Olympia gefunden und befindet sich unter der Inventarnummer B 1741 im Archäologischen Museum Olympia. Die Entstehungszeit wird auf das frühe 7. Jahrhundert v. Chr. datiert.
Die Plastik ist 45,5 cm hoch und 47 cm lang, sie wurde bei Ausgrabungen in einem hocharchaischen Brunnen unter dem Mosaiksaal des Nerohauses gefunden. Sie ist stark bestoßen, aber weitgehend vollständig erhalten, nur die Enden der Beine und des Schweifes sind abgebrochen. Der eingebogene Schweif war völlig abgebrochen, wurde aber wieder an der Figur angebracht. Ursprünglich wird die Plastik eine Höhe von über einem halben Meter gehabt haben.
Das Pferd wird als künstlerisch und stilistisch anspruchslos sowie in der formalen Ausführung als unbefriedigend bewertet, ist als Einzelstück jedoch von kunsthistorisch großem Interesse. Es handelt sich um ein einmaliges Übergangswerk zwischen dem Kleinformat des geometrischen Stils und dem größeren Format der Archaik, in dem versucht wurde, mit althergebrachter Technik eine Figur quasi zu vergrößern. Die Figur wurde im Vollguss aus zwei Teilen gefertigt, die dann miteinander verbunden wurden. Da die Vollgusstechnik für Plastiken dieser Größe nicht geeignet ist, missglückte auch der Versuch, die beiden Teile ohne sichtbaren Übergang zu verbinden. Zudem weisen auch die Einzelteile Gussfehler auf. Versuche wie diese, in denen es nicht geglückt ist, geometrische Kleinplastiken in einem größeren Format auszuführen, haben vermutlich zur Entwicklung des Hohlgusses im Verlauf des 7. Jahrhunderts v. Chr. erheblich beigetragen. Als einziges erhaltenes Werk dieser Art ist es für die Geschichte des antiken Erzgusses von hoher Bedeutung. Möglicherweise handelte es sich dabei um den Versuch, einem bei den Olympischen Spielen siegreichen Pferd ein Denkmal zu errichten.